# Kościelcowy Kocioł
Das eiszeitlich durch Gletscher geformte Hängetal Kapellenkessel (polnisch Kościelcowy Kocioł) ist ein Karkessel, der südlich des Tals Dolina Czarna Gąsienicowa, das wiederum ein Seitental des Tals des Seealmer Trockenbaches (Dolina Suchej Wody Gąsienicowej) ist, in der polnischen Hohen Tatra in der Woiwodschaft Kleinpolen liegt. Er liegt unterhalb der Gipfel der Hinteren Polnischen Kapelle (Zadni Kościelec) und der  Polnischen Kapelle (Kościelec), ca. 200 Meter oberhalb des Polnischen Schwarzen Sees (arny Staw Gąsienicowy).

## Geographie
Der Talkessel hat einen Durchmesser von mehreren hundert Metern und ist von über 2200 Meter hohen Bergen umgeben, insbesondere vom Massiv des Kościelec. Oberhalb des Kessels befindet sich der schwarz markierte Wanderweg auf den Kościelec. 

## Etymologie
Der polnische Name leitet sich, wie der deutsche von dem Berg Kościelec ab. Er lässt sich als Kessel des Kirchenberges oder Kirchenbergkessel übersetzen. 

## Flora und Fauna
Das Tal liegt oberhalb der Baumgrenze. Das Tal ist Rückzugsgebiet für Gämsen, Murmeltiere und Steinadler.

## Klima
Im Tal herrscht Hochgebirgsklima.

## Tourismus
Im Tal befinden sich keine Wanderwege, es ist für Wanderer nicht zugänglich. 
Vom Bergsee Czarny Staw Gąsienicowy führen zwei Kletterrouten ins Tal:
- Kochańczyk-Route (II Schwierigkeitsstufe der UIAA),
- Klis-Route (IV Schwierigkeitsstufe der UIAA)